# الکس بلانکو (بازیکن فوتبال، زاده ۱۹۹۸)
الکس بلانکو (انگلیسی: Álex Blanco؛ زادهٔ ۱۶ دسامبر ۱۹۹۸) بازیکن فوتبال اهل اسپانیا است.
وی همچنین در تیم‌های ملی فوتبال زیر ۱۷ سال اسپانیا و زیر ۱۹ سال اسپانیا بازی کرده‌است.